# Berkhamsted
Berkhamsted /ˈbɜrkəmstɛd/ é uma cidade histórica localizada no condado de Hertfordshire, na região leste da Inglaterra. Em 2001 possuía uma população de 16,243 habitantes.